# Iris oratoria
La mantis mediterránea (o con menor frecuencia mantis iris) (Iris oratoria) es una especie muy extendida de mántido originaria de Europa e introducida en hábitats de Oriente medio, Asia occidental y los Estados Unidos de América.

## Morfología
Los especímenes de I. oratoria presentan una pigmentación pálida durante su juventud que evoluciona casi siempre hacia el verde, alcanzando cerca de 6,5 cm de longitud en su madurez. A pesar de su común morfología, se diferencia fácilmente de la especie Mantis religiosa y otros mántidos por presentar lunares característicos de color anaranjados en la parte inferior del cuarto segmento abdominal, así como dos extensos círculos de color violáceo sobre sus alas que aparecen visibles cuando se encuentran desplegadas. Sus cercos son más cortos que los de M. religiosa. Por su parte, las hembras de I. oratoria se reconocen por las proporciones de sus alas, más cortas que el abdomen.

## Reproducción
Las estrategias reproductivas y de supervivencia de los especímenes de  I. oratoria han sido estudiadas para explicar la capacidad de este insecto para extenderse más allá de sus hábitats originales y ocupar áreas antiguamente pobladas por otros mántidos como Stagmomantis carolina.
Entre estos factores destaca, por una parte, su capacidad para la reproducción por partenogénesis en periodos de escasez de población de machos. Por otra parte, ninfas adicionales de I. oratoria pueden surgir desde su ooteca o bolsa de huevos, en una segunda puesta, una vez que se produce la eclosión de los mismos.
El canibalismo sexual característico de los mántidos, suele ocurrir en la cuarta parte de los encuentros sexuales de I. oratoria.